# Las Heras (Mendoza)
Las Heras is een stad (ciudad) en gemeente (municipalidad) in de Argentijnse provincie Mendoza. Las Heras is de hoofdstad van het gelijknamige departement.
De stad op zich telt 43.990 inwoners volgens de volkstelling van 2010. Het bevolkingsaantal van het gehele departement Las Heras was toen 203.666 (een stijging van 11,3% tegenover de telling van 2001).
De stad ligt in het grootstedelijk gebied Gran Mendoza, onmiddellijk ten noorden van de provinciehoofdstad, aan de voet van de Andes. Ten oosten van Las Heras, aan de overkant van de Ruta Nacional 40, ligt El Plumerillo, met de internationale luchthaven van Mendoza, Aeropuerto Internacional El Plumerillo. 
De stad is genoemd naar Juan Gregorio de Las Heras (1780-1866), die eenheden van het Andesleger leidde tijdens de Argentijnse Onafhankelijkheidsoorlog en die van Chili in het begin van de negentiende eeuw.